# Erkan Sekman
Erkan Sekman (* 14. April 1984 in Malatya, Türkei) ist ein türkischer Fußballspieler.

## Karriere
Erkan Sekman spielte in seiner Jugend für die Amateurmannschaft von Konyaspor. Anschließend wechselte er bis 2005 zu Beşiktaş Istanbul. Nach zwei Jahren als Leihspieler bei Fatih Karagümrük SK wechselte Sekman endgültig zu Konyaspor.
Im Sommer 2012 wechselte er ablösefrei von Antalyaspor zu Mersin İdman Yurdu. Seine Leistungen im Saisonvorbereitungscamp missfielen dem Trainerstab vom Mersin İY und so wurde nach gegenseitigem Einvernehmen sein Vertrag vorzeitig aufgelöst. Paar Tage nach dieser Auflösung einigte er sich mit dem Zweitligisten Torku Konyaspor.
Zum Sommer 2013 wechselte er zum Zweitligisten Orduspor. Im November 2014 verließ er diesen Verein. Ab dem Januar 2016 spielte er für Yeni Malatyaspor, bis er zur Rückrunde der Saison 2016/17 zum Drittligisten Kastamonuspor 1966 wechselte.

## Erfolge
Mit Konyaspor
- Playoffsieger der TFF 1. Lig und Aufstieg in die Süper Lig: 2012/13